# Lajos Papp
Lajos Papp, född 8 april 1944 i Debrecen, död 31 oktober 1993 i Budapest, var en ungersk sportskytt.
Papp blev olympisk bronsmedaljör i gevär vid sommarspelen 1972 i München.